# Thuniopsis subsessilis
Thuniopsis subsessilis – gatunek roślin z monotypowego rodzaju Thuniopsis z rodziny storczykowatych (Orchidaceae). Występuje w Azji Południowo-Wschodniej w Mjanmie i południowo-centralnych Chinach.

## Systematyka
Gatunek sklasyfikowany do podplemienia Coelogyninae w plemieniu Arethuseae, podrodzina epidendronowe (Epidendroideae), rodzina storczykowate (Orchidaceae), rząd szparagowce (Asparagales) w obrębie roślin jednoliściennych.